# Castillo de Marvão
El castillo de Marvão se encuentra en el pueblo de Santa Maria de Marvão, municipio de Marvão, distrito de Portalegre, en el Alentejo (Portugal).
Se localiza en el parque natural de la Sierra de San Mamede, donde se yergue en la vertiente norte de la sierra, en posición dominante sobre el pueblo y estratégica sobre la frontera, controlando, en el pasado, el paso del río Sever, afluente del Tajo. Este hecho le garantizó la atención de diversos monarcas, expresada en diversas campañas de remodelación, que dieron al monumento su aspecto actual.

## Historia

### Antecedentes
Poco se sabe sobre la primitiva ocupación humana del sitio, posiblemente un castro prehistórico. Algunos autores defienden ser esta la población romanizada, en la época de la ocupación romana de la península ibérica, que los lusitanos denominaban Medobriga, la cual, objeto de disputa entre las fuerzas de Pompeyo y de Julio César, fue conquistada por tropas de este último bajo el mando del propretor Caio Longino a mediados del siglo I. El interés por la población derivaba principalmente por ser vecina de la calzada romana que unía Cáceres con Santarém, a la altura del puente que cruzaba el río Sever (Puente del Portaje).
Aunque no hay más información acerca del periodo de las invasiones de suevos, visigodos y musulmanes, entre 876 y 877 se instaló Ibn Marwan, siendo conocida la localidad ya en el siglo X como Amaia de Ibn Marwan o Fortaleza de Amaia.

### El castillo medieval

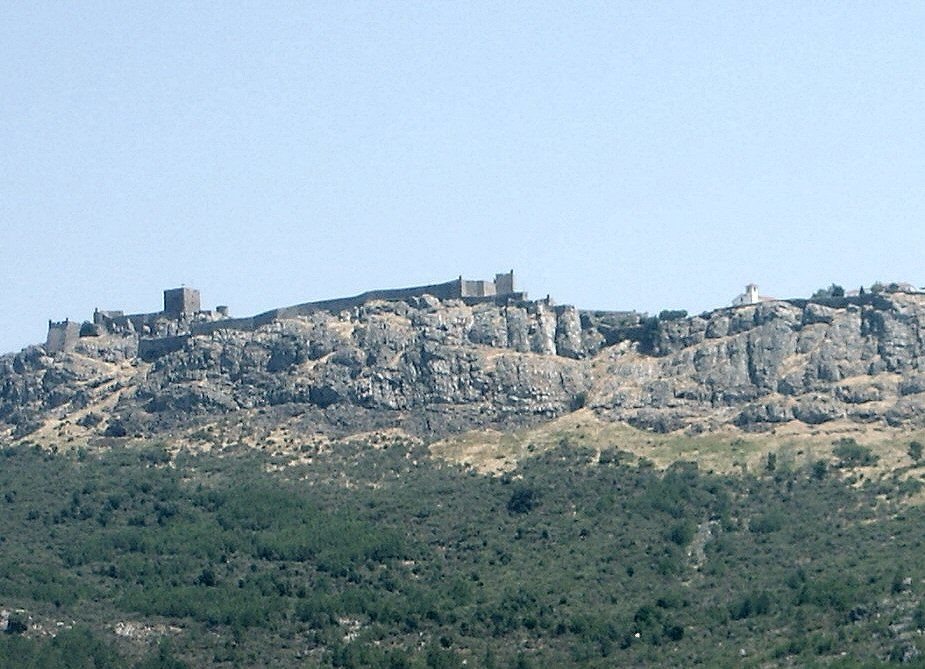
Vista general del castillo de Marvão.

Tras la conquista de Alcácer do Sal, Alfonso Enríquez (1112-1185) tomó la población entre 1160 y 1166. En la demarcación del término de Castelo Branco (1214), Marvão ya se incluía en tierras portuguesas. Sancho II (1223-1248) le concedió la Carta Foral (1226), pretendiendo mantener este puesto avanzado de vigilancia poblada y defendida de las repetidas incursiones llegadas de Castilla en esa época.

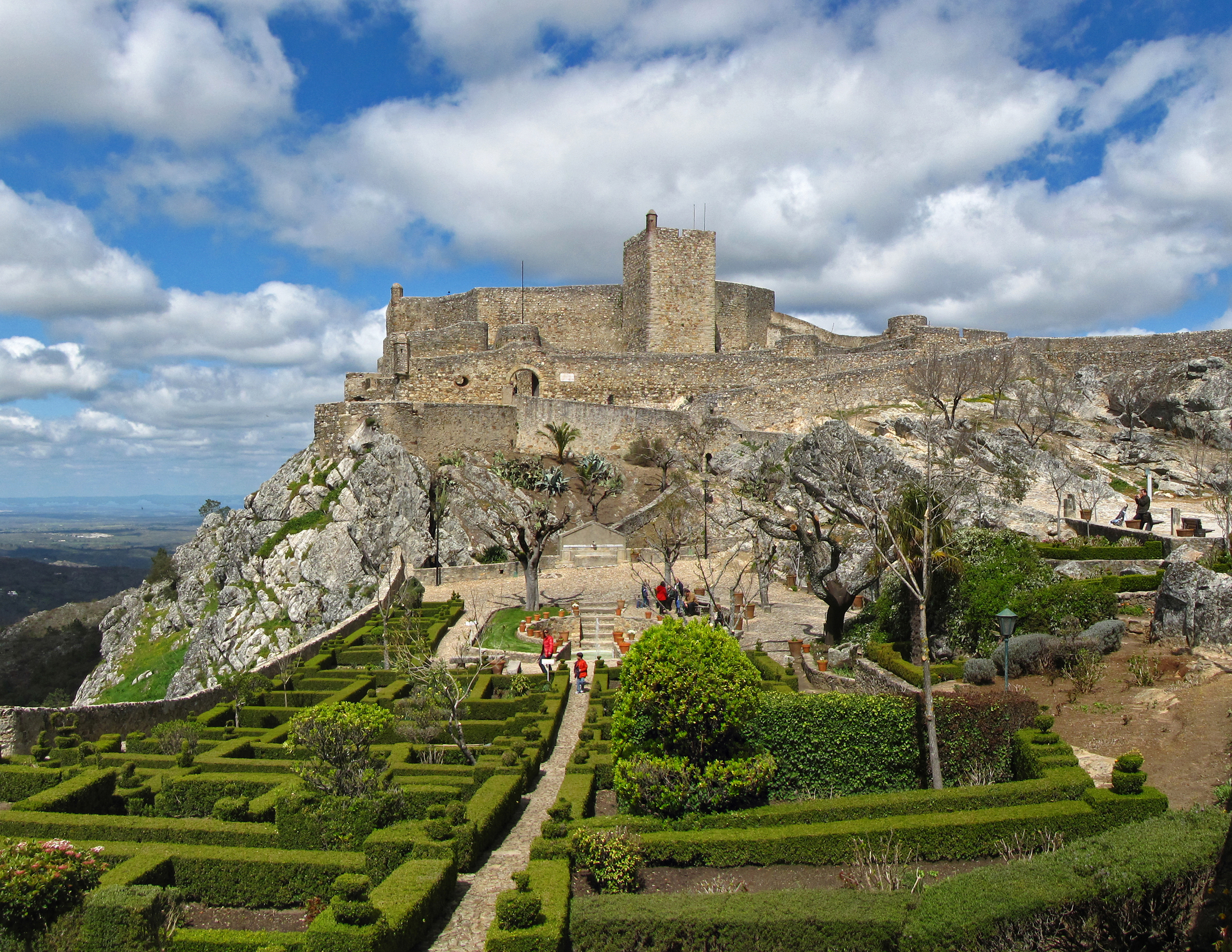
Castillo de Marvão.

Alfonso III (1248-1279) dio los dominios de Marvão a los caballeros de la Orden de Malta (1271), posteriormente otorgados a su hijo, Afonso Sanches, juntamente con los señoríos de Arronches, Castelo de Vide y el Portalegre. Por esta razón, al iniciarse el reinado de Dinis de Portugal (1279-1325), la villa y su castillo se verán envueltos en la disputa entre el soberano y el infante Alfonso, viniendo a ser conquistados por las fuerzas del soberano en 1299. Al final, los domínios de Marvão, Portalegre y Arronches fueron canjeados por los de Sintra y Ourém, permaneciendo los primeros en posesión del soberano. Este confirmó a Marvão el fuero de 1226 y emprendió obras de ampliación y refuerzo de las defensas, destacando la construcción de la torre de homenaje, iniciada en 1300.
En el reinado de Fernando I de Portugal (1367-1383), se estableció en Marvão el couto de homiciados (1378). Tras su fallecimiento, al llegar la crisis de 1383-1385, la villa y su castillo tomaron partido por el Maestre de Avis. El nuevo soberano y sus sucesores concedieron diversos privilegios a la villa (1407, 1436 y 1497) con el fin de incrementar su población y defensa. En esa fase, se añadieron también refuerzos en las murallas, lo que se constata por la presencia de torreones de los siglos XV y XVI.

### De la Guerra de Restauración hasta nuestros días

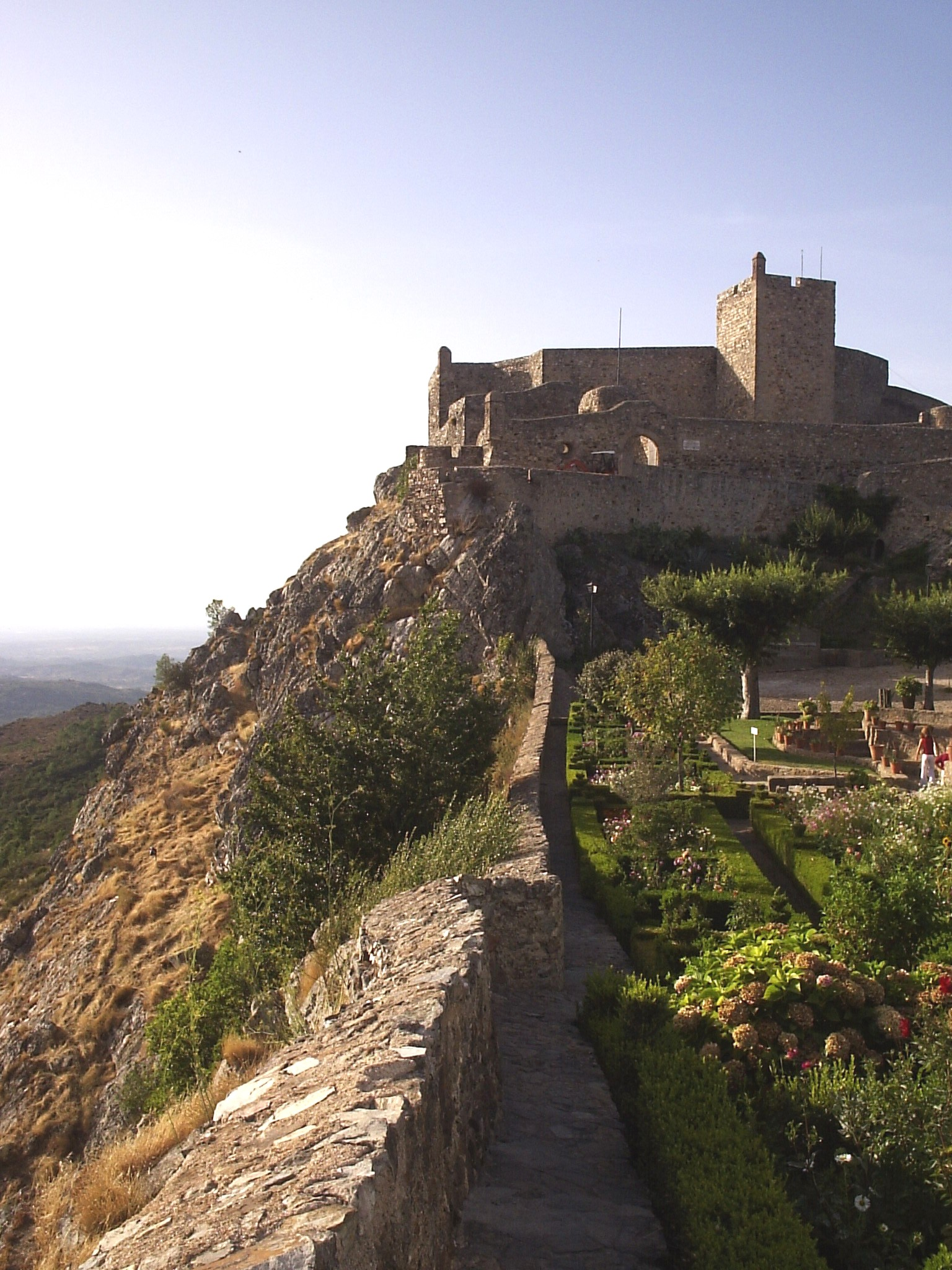
Muralla del castillo.

En la Guerra de Restauración portuguesa, las defensas de Marvão fueron remodeladas y adaptadas a los avances de la artillería de la época. La primera fase de esas obras se desarrolló entre 1640 y 1662, cuando el abad João Dama empezó a reconstruir un trozo de la muralla y barbacanas que se encontraban en ruinas, reparó las puertas del castillo e hizo otros remiendos necesarios para la conservación y defensa del pueblo. Todavía en obras, sufrió el asalto de las fuerzas españolas (1641 y 1648), batiéndose activamente con la vecina plaza de Valencia de Alcántara, hasta la conquista de ésta por las fuerzas de António Luís de Meneses (1644). Un relato de Nicolau de Langres, de la época, informa que la guarnición de infantería y de caballería portuguesa en esta fortificación procedía de Castelo de Vide. Entonces contaba Marvão cerca de 400 habitantes.
Al iniciarse el siglo XVIII, la fortaleza de Marvão fue conquistada por el ejército español (1704), para ser recuperada en seguida por las tropas portuguesas bajo el mando del conde de São João (1705). Un nuevo asalto español a la villa se repetiría décadas más tarde, en 1772.
En el siglo XIX, al comienzo de la Guerra Peninsular fue tomada por tropas francesas, liberándose en 1808. Posteriormente, en las Guerras Liberales (1828-1834), fue ocupada por las fuerzas liberales (12 de diciembre de 1833), sufriendo el asedio de las tropas miguelistas al año siguiente (1834).
El castillo se encuentra clasificado como Monumento Nacional, por Decreto publicado el 4 de julio de 1922. La intervención del poder público, por iniciativa de la Dirección General de los Edificios y Monumentos Nacionales (DGEMN), se inició en 1938, en forma de reparaciones, renovaciones, reconstrucciones, desinfecciones, limpieza y pintura, repitiéndose hasta hoy en día. Desde entonces, con el apoyo de la Liga de los Amigos del Castillo de Marvão y del Ayuntamiento, este patrimonio viene siendo mantenido en buen estado de conservación. Al visitante se le ofrecen visitas guiadas al núcleo arqueológico de la armería en las dependencias del castillo.

## Características

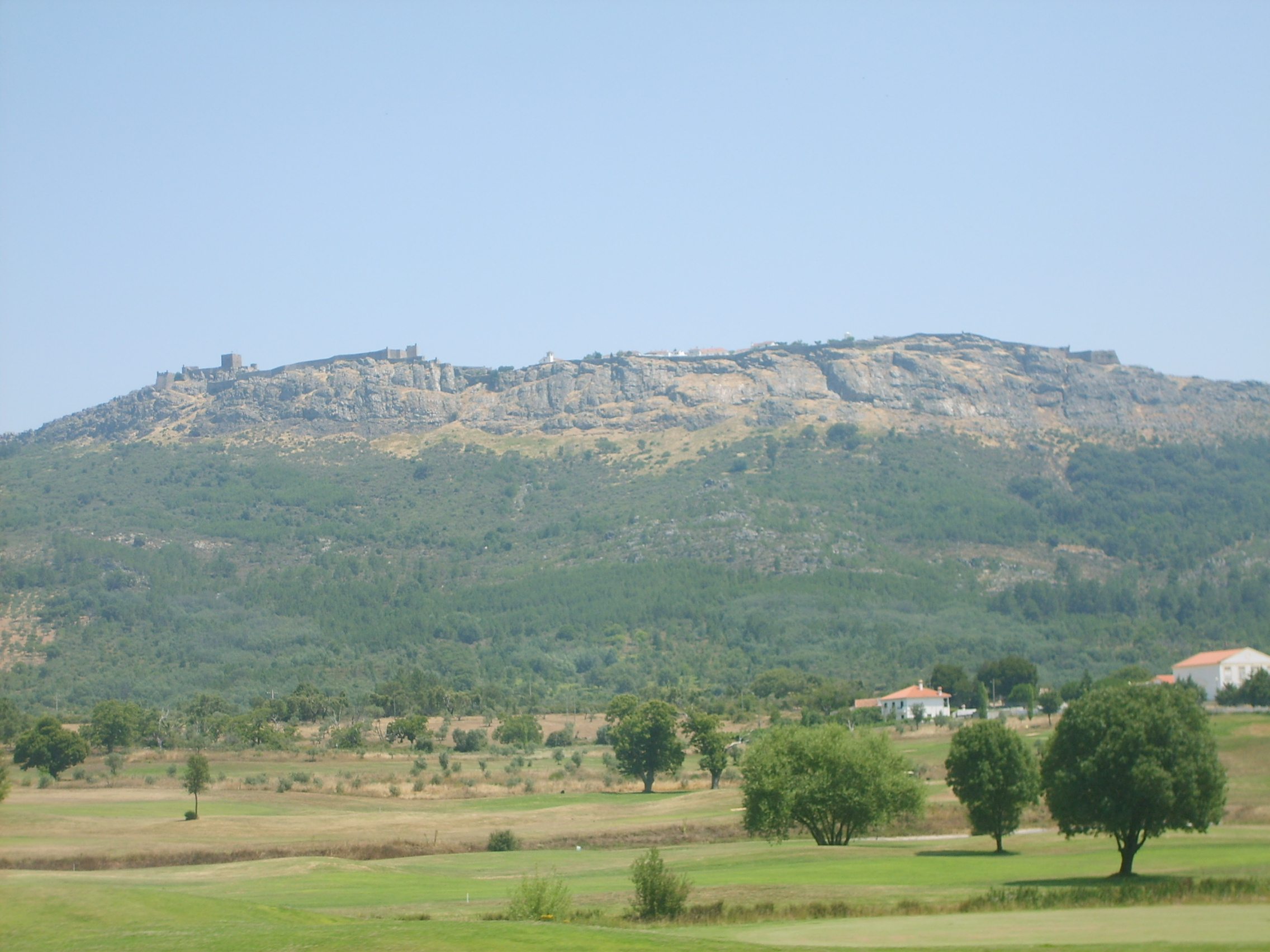
Castillo y panorama de la villa de Marvão.

El castillo de Marvão se yergue sobre una cresta de cuarzo, a 850 metros del nivel del mar, encerrando en sus muros la villa medieval. Sus muros, reforzados por torres, se distribuyen en líneas defensivas concéntricas:
- la línea interior, reforzada por dos torres y un torreón, dominada por la Torre del Homenaje, de planta cuadrada, que le está adosada;
- la línea intermedia, coronada por almenas y reforzada por torres macizas;
- la línea exterior, constituida por la barbacana, de donde parte la cerca que rodea el monte y comprende la villa. La adaptación de esa defensa a finales del siglo XVII convirtió al castillo en ciudadela de la fortaleza abaluartada, con troneras en las azoteas, permitiendo el tiro rasante.

## La leyenda de Nuestra Señora de la Estrella
En el siglo VIII, sin conseguir resistir el avance de los musulmanes en la región, los habitantes de Marvão abandonaron sus tierras para buscar refugio en las montañas de Asturias, donde se mantenía viva la resistencia cristiana. Antes de partir, sin embargo, trataron de esconder las imágenes sagradas. En la época de la Reconquista, pasados más de cuatro siglos, se dice que en una noche, un pastor guiado por una estrella, se dirigió a un monte, donde encontró, entre las rocas, una imagen de Nuestra Señora. En señal de devoción, en el sitio se erigió un convento franciscano (Convento de Nossa Senhora da Estrela), estableciéndose a la Señora como protectora del castillo. Con relación a esa devoción en particular, se cuenta todavía que, una noche en que fuerzas castellanas, conducidas por dos traidores, se aproximaban astutamente al castillo para asaltarlo, se oyó en la oscuridad una voz femenina que gritaba ¡A las armas! En cuanto los centinelas avisaron a la guarnición y ocuparon sus puestos, se pudo ver a los castellanos en fuga bajando la ladera, asustados.

## Curiosidades
- Inscrito en una región de gran diversidad natural, donde se encuentra una gran variedad de especies raras y amenazadas, el castillo fue conocido como Nido de Águilas, debido a que esa especie nidificaba en su cima en otro tiempo.
- En la época de la Inquisición, de la misma manera que Castelo de Vide, Marvão fue utilizada como lugar de refugio por los judíos españoles, los llamados sefarditas.